# دائرة أريانة الانتخابية
دائرة أريانة الانتخابية كانت حتى سنة 2022 واحدة من 27 دائرة انتخابية تونسية قبل أن تنقسم إلى 8 دوائر انتخابية وهم (أريانة المدينة / سكرة 1 / سكرة 2 / روّاد 1 / روّاد 2 / قلعة الأندلس - سيدي ثابت / حي التضامن / المنيهلة).

## نتائج الانتخابات
فيما يلي نتائج انتخابات المجلس الوطني التأسيسي التونسي 2011 للدائرة الانتخابية. وتبين القائمة الأحزاب التي فازت بمقعد واحد على الأقل:
| الحزب                    | الحزب                    | الاصوات | %    | المقاعد |
| ------------------------ | ------------------------ | ------- | ---- | ------- |
|                          | حركة النهضة              | 71٬170  | 36,1 | 3       |
|                          | التكتل                   | 27٬570  | 14,0 | 1       |
|                          | المؤتمر                  | 17٬791  | 9,0  | 1       |
|                          | القطب الديمقراطي الحداثي | 13٬717  | 7,0  | 1       |
|                          | الحزب الديمقراطي التقدمي | 9٬869   | 5,0  | 1       |
|                          | الحزب الجمهوري المغاربي  | 662     | 3,4  | 1       |
| المسجلين                 | المسجلين                 | 206٬015 | 100  | 8       |
| الناخبين                 | الناخبين                 | 196٬986 |      | -       |
| الأصوات الصحيحة للقائمات | الأصوات الصحيحة للقائمات | 20٬601  | 100  | -       |
| الأوراق الملغاة والبيضاء | الأوراق الملغاة والبيضاء | 9٬029   |      | -       |

## إعادة ترسيم الدوائر الانتخابية
كانت ولاية أريانة دائرة انتخابية من أصل 27 دائرة بكامل الجمهورية التونسية، لكن وعلى إثر الأزمة السياسية بالبلاد، عدّل الرئيس قيس سعيد في عام 2022، القانون الانتخابي وأعاد تقسيم الدوائر الانتخابية ليتم الاعتماد على المعتمديات بدل الولايات. وعليه انقسمت دائرة أريانة (سابقا) إلى 8 دوائر انتخابية تنتخب 8 نواب، بمعدل نائب عن كل دائرة:
| الدوائر الانتخابية       | المعتمديات                                                                 | عدد المقاعد |
| ------------------------ | -------------------------------------------------------------------------- | ----------- |
| أريانة المدينة           | أريانة المدينة                                                             | 1           |
| سكرة 1                   | معتمدية سكرة - عمادات: (شطرانة - سكرة - دار فضال - البساتين)               | 1           |
| سكرة 2                   | معتمدية سكرة - عمادات: (النسيم - التعمير الخامس - برج الوزير)              | 1           |
| روّاد 1                   | معتمدية روّاد - عمادات: (روّاد - جعفر - سيدي عمر بوخطيوة)                    | 1           |
| روّاد 2                   | معتمدية روّاد - عمادات: (النخيلات - الغزالة - المدينة الفاضلة - برج الطويل) | 1           |
| قلعة الأندلس - سيدي ثابت | قلعة الأندلس / سيدي ثابت                                                   | 1           |
| حي التضامن               | حي التضامن                                                                 | 1           |
| المنيهلة                 | المنيهلة                                                                   | 1           |

## روابط خارجية
- الموقع الرسمي لهيئة الانتخابات.